# Oenospila flavifusata
Oenospila flavifusata är en fjärilsart som beskrevs av Walker 1861. Oenospila flavifusata ingår i släktet Oenospila och familjen mätare. Inga underarter finns listade i Catalogue of Life.